# Count (Baseball)
Beim Baseball und Softball bezeichnet die Anzahl der Counts die Anzahl der Bälle (Balls) und Schläge (Strikes), die ein Schlagmann aktuell hat, wenn er im Spiel an der Reihe ist. Es wird in der Regel als Zahlenpaar angekündigt, z. B. 3-1 (ausgesprochen als „drei und eins“, oder alternativ „ein Dreieins-Zähler“), wobei die erste Zahl die Anzahl der Balls (also vom Batter aus geworfener Bälle) und die zweite die Anzahl der Strikes ist.
Der Schiedsrichter am Home Plate signalisiert die Zählung der Anzahl der Balls mit der linken Hand und die Anzahl der Strikes mit der rechten Hand. (Infolgedessen liest es sich rückwärts, wenn man es aus der Sicht des Schlagmanns betrachtet.) Die einzelnen Schiedsrichter unterscheiden sich in der Häufigkeit, mit der sie dieses Signal geben; es wird oft als Erinnerung verwendet, wenn es eine leichte Verzögerung zwischen den Würfen gibt (z. B. wenn der Schlagmann aus der Batter-Box tritt). Es kann auch ein Signal an den Bediener der Anzeigetafel sein, dass eine falsche Zählung auf der Anzeigetafel angezeigt wird. Einige Schiedsrichter können die Zählung auch mündlich durchführen, obwohl normalerweise nur der Batter und der Fänger sie hören können.
Ein wichtiger Teil der Baseballstatistik ist die Messung, welche Zählungen am ehesten zu positiven Ergebnissen für den Werfer oder den Schlagmann führen. Zählungen von 3-1 und 2-0 gelten als Killerzahlen, da der Werfer – mit der Möglichkeit, dem Schlagmann einen Walk zu geben – eher einen Ball in die Schlagzone wirft, insbesondere einen Fastball. Etwas überraschend ist, dass eine 3-0-Zählung im Allgemeinen dazu führt, dass je nach Situation weniger treffbare Würfe entstehen. (Baseballfans nehmen an, dass dies daran liegt, dass Schiedsrichter zögern, vier gerade Bälle zu rufen und sich daher beim vierten Wurf „entspannen“ und sie als eine breitere Schlagzone behandeln.) Häufig nehmen Schlagmänner einen Pitch von 3-0 ein (schwingen nicht), da der Schlagmann die Schlagzone bereits dreimal hintereinander verpasst hat, und ein Vierter würde dem Schlagmann einen Walk einbringen. Dies ist eine gute Strategie, da der Schlagmann eher die Basis erreichen wird, auch wenn die Anzahl der Counts 3-1 beträgt, als wenn er den Ball auf 3-0 ins Spiel bringt. In einigen Situationen ist es auch vorteilhaft, 2-0 und 3-1 hinzunehmen.
Zählungen mit zwei Treffern (außer 3-2) werden als Pitcher`s Counts bezeichnet. Eine 0-2 Zählung ist für einen Werfer sehr günstig, denn dann hat der Werfer die Freiheit, einen (oder manchmal zwei) Pitches absichtlich aus der Schlagzone zu werfen, um zu versuchen, den Schlagmann dazu zu bringen, den Pitch zu jagen (zu schwingen) und aus zu schlagen.

## Full Count
Ein Full Count (manchmal auch Full House genannt, was im Softball der übliche Begriff ist) ist der gebräuchliche Name für einen Count, bei dem der Schlagmann drei Bälle und zwei Strikes hat. Der Begriff kann sich von älteren Anzeigetafeln ableiten, die drei Felder für Bälle und zwei Felder für Strikes hatten, da dies die maximale Anzahl von jedem ist, das vor dem Ende des At-Bat erreicht werden kann (z. B. bei einem Strikeout, Walk oder Hit). Viele Anzeigetafeln verwenden noch immer Glühbirnen für diesen Zweck, und so bedeutet eine 3-2-Zählung, dass alle Glühbirnen vollständig leuchten. Der alternative oder variantenreiche Begriff Full House wird wahrscheinlich durch den Pokerbegriff für eine Hand mit dreifachem Charakter und einem Paar beeinflusst worden sein.
Ein weiterer Strike gegen den Schlagmann führt zu einem Strikeout, während ein weiterer Ball zu einem Walk führt. Ein Schlagmann kann die beiden Strikes jedoch theoretisch auf unbestimmte Zeit beibehalten, indem er Foulbälle trifft, so dass eine vollständige Zählung nicht immer bedeutet, dass nur fünf Würfe geworfen wurden oder dass nur noch ein weiterer Wurf zu werfen ist.
Ein Full Count-Wurf, der mit einer vollen Zählung geworfen wird, wird oft als „Payoff-Pitch“ bezeichnet, da er wahrscheinlich ein guter Wurf für den Schläger ist. Mit bereits drei Bällen kann es sich der Werfer nicht leisten, die Schlagzone zu verpassen, was zu einem vierten Ball und einem Walk für den Schlagmann führen würde.

## Referenzen
- Bickel, J. Eric. 2009. On the decision to take a pitch. Decision Anal. 6(3) 186-193.